# Membránové čerpadlo

Animace činnosti membránového čerpadla

Membránové čerpadlo je zařízení určené k čerpání kapalin a plynů malého objemu, případně na míchání a smíchávání kapalin. Čerpadlo umožňuje čerpání vody, krve, gelů, kalů, past, lepidel, suspenzí a emulzí. Je s ním možné čerpat viskózní, abrazivní či leptavé kapaliny a taktéž kapaliny s obsahem pevných částic. Výhodou je, že čerpadlo je uzavřené a proto nedochází ke kontaktu čerpané látky a okolního prostředí.

## Princip
Čerpadlo tvoří uzavřená nádoba opatřená pružnou membránou. Ta je připojená k táhlu spojenému s pohonem čerpadla. Kmitavý pohyb táhla se přenáší na membránu, která svým pohybem mění objem prostoru uzavřené nádoby. Prostor pod membránou je osazený nasávacím a vypouštěcím ventilem, které se otevírají a zavírají v závislosti na podtlaku respektive přetlaku v prostoru pod membránou. Někdy je pro zvýšení účinnosti a plynulosti čerpání táhlo propojené se dvěma membránami, přičemž současně jedna část čerpadla saje a druhá tlačí. Při nasávání je sací ventil otevřený a výtlačný uzavřený. Kapalina proudí do tělesa čerpadla. Při vypouštění je tomu naopak, kapalina proudí z tělesa čerpadla. Někdy je uzavřený i prostor nad membránou. Membrána je potom poháněná podtlakem a přetlakem v prostoru nad membránou, například hydraulicky nebo pneumaticky.
Čerpadlo typu „malyš“
Toto čerpadlo je někdy mylně označováno jako membránové, pracuje však na principu pružného pístu. Obsahuje pryžový píst, který dosedá na prostor se sacím ventilem. Při zdvihu vzniká v tomto prostoru podtlak, což vede k nasátí kapaliny do prostoru mezi sací ventil a píst. Při návratu pístu se sací ventil uzavře a kapalina se vytlačuje do prostoru nad píst, odkud pokračuje přes další ventil k výtlačnému hrdlu.